# Live at the Marquee (Gary Moore-musikalbum)
Live at the Marquee är ett livealbum av den brittiske (nordirländske) blues- och rockartisten Gary Moore, inspelat och utgivet 1983. Liveinspelningen är från den legendariska Londonklubben The Marquee.

## Låtlista
1. "Back on the Streets" - 5:31
2. "Run to Your Mama" - 5:29
3. "Dancin'" - 5:37
4. "She's Got You" - 7:04
5. "Parisienne Walkways" - 7:47
6. "You" - 4:27
7. "Nuclear Attack" - 5:10
8. "Dallas Warhead" - 10:02